# Haworthia lockwoodii
Haworthia lockwoodii là một loài thực vật có hoa trong họ Măng tây. Loài này được Archibald mô tả khoa học đầu tiên năm 1940.